# بوگا (بایه دل کائوکا)
بوگا (بایه دل کائوکا) (به اسپانیایی: Buga, Valle del Cauca) یک سکونت‌گاه مسکونی در کلمبیا است که در بخش بایه دل کائوکا واقع شده‌است.

## خصوصیات
بوگا ۸۳۲ کیلومترمربع مساحت و ۹۸٬۲۰۳ نفر جمعیت دارد و ۹۶۹ متر بالاتر از سطح دریا واقع شده‌است.

## خواهرخوانده
شهر گوادالاخارا خواهرخواندهٔ بوگا (بایه دل کائوکا) هست.